# Pacific Air Lines Flight 773
Pacific Air Lines Flight 773 var en Fairchild F27A Friendship från flygbolaget Pacific Airlines, som flög mellan Reno i Nevada och San Francisco med en mellanlandning i Stockton, den 7 maj 1964. När den flög in mot San Franciscobukten, tog en självmordskapare med namnet Francisco Paula Gonzales över planet genom att döda piloterna, och sedan köra in planet i sidan av en kulle, öster om San Ramon. När planet träffade kullens sida, slets planet isär i små bitar, och alla 44 ombord omkom. Detta var den första självmordskapningen i USA:s historia.

## Fotnoter
1. ↑   Arkiverad 14 februari 2017 hämtat från the Wayback Machine.  PAL Flight 773, May 7, 1964. Crew: Captain Ernie Clark, 1st Officer Ray Andress, Stewardess Majorie Schafer. All died.
2. ↑   
Danville: Scene of crash that killed 44 people in 1964
3. ↑   Arkiverad 14 februari 2017 hämtat från the Wayback Machine. Pacific Airlines Flight 773 Crashes After the Pilot and Co-Pilot are Shot

- Pacific Air Lines Flight 773